# 심동휘
심동휘(1998년 11월 13일 ~ )는 대한민국의 축구선수이다. 포지션은 라이트백이다.